# 현용진
현용진(玄勇鎭, 1955년 6월 25일 ~ )은 대한민국의 한국과학기술원(KAIST) 테크노 경영대학원 교수이다. 본관은 연주.

## 학력
- 경기고등학교
- 서울대학교 사회계열 입학, 사회과학대학 지리학과 졸업 (문학사)
- 서울대학교 대학원 경영학과 졸업 (경영학석사)
- 위스콘신 대학교 매디슨(University of Wisconsin-Madison)대학원 졸업 (경영학박사)

## 경력
- 문교부 국비유학 장학생
- 한국동력자원연구소 개발경제실 연구원
- Oscar Mayer Food Corporation, Research Analyst (part-time)
- University of Wisconsin-Madison, Research Associate
- 제일기획 마케팅실 마케터
- 숙명여자대학교 교수
- 아주대학교 교수
- BK 핵심과제 (SCM: 공급망관리) 연구팀장

## 주요활동
(2000년 이후)
- 한국소비자학회 회장
- KAIST 공정거래연구센터장
- 한국CRM학회 회장
- 한국공정거래학회 회장

## 연구분야
- 소비자정보처리이론을 응용한 브랜드자산, 촉진효과 분석
- 소비자가치 분석을 통한 신제품개발
- 거래비용이론, 조직문화이론을 응용한 유통경로 조정 및 지배구조 분석
- 마케팅활동과 관련된 공정거래문제 분석

## 주요논문
- Journal of Consumer Research에 2편 게재
- Marketing Science에 1편 게재
- Journal of International Business Studies에 1편 게재
- 기타 국내외 학술지에 다수 게재

## 저서
- 현용진 , 광고의 효과성과 윤리성, 엠마오, 1994. ISBN 8946910658
- 현용진/이학식, 마케팅 (Marketing), 법문사, 2002. ISBN 8918124406
- 잭 트라우트 저,현용진 역, 뉴 포지셔닝, 창현출판사, 1996. ISBN 8981100381